# Warwick (Massachusetts)
Warwick és una població dels Estats Units a l'estat de Massachusetts. Segons el cens del 2000 tenia 750 habitants.

## Demografia
Segons el cens del 2000, Warwick tenia 750 habitants, 293 habitatges, i 210 famílies. La densitat de població era de 7,8 habitants/km².
Dels 293 habitatges en un 32,1% hi vivien nens de menys de 18 anys, en un 59,4% hi vivien parelles casades, en un 8,9% dones solteres, i en un 28% no eren unitats familiars. En el 20,5% dels habitatges hi vivien persones soles el 5,8% de les quals corresponia a persones de 65 anys o més que vivien soles. El nombre mitjà de persones vivint en cada habitatge era de 2,56 i el nombre mitjà de persones que vivien en cada família era de 2,99.
Per edats la població es repartia de la següent manera: un 24,7% tenia menys de 18 anys, un 6,8% entre 18 i 24, un 29,1% entre 25 i 44, un 28,4% de 45 a 60 i un 11,1% 65 anys o més.
L'edat mediana era de 41 anys. Per cada 100 dones de 18 o més anys hi havia 99,6 homes.
La renda mediana per habitatge era de 42.083 $ i la renda mediana per família de 45.795$. Els homes tenien una renda mediana de 35.125 $ mentre que les dones 26.875$. La renda per capita de la població era de 19.989$. Entorn del 5,9% de les famílies i el 8% de la població estaven per davall del llindar de pobresa.